# EDVAC

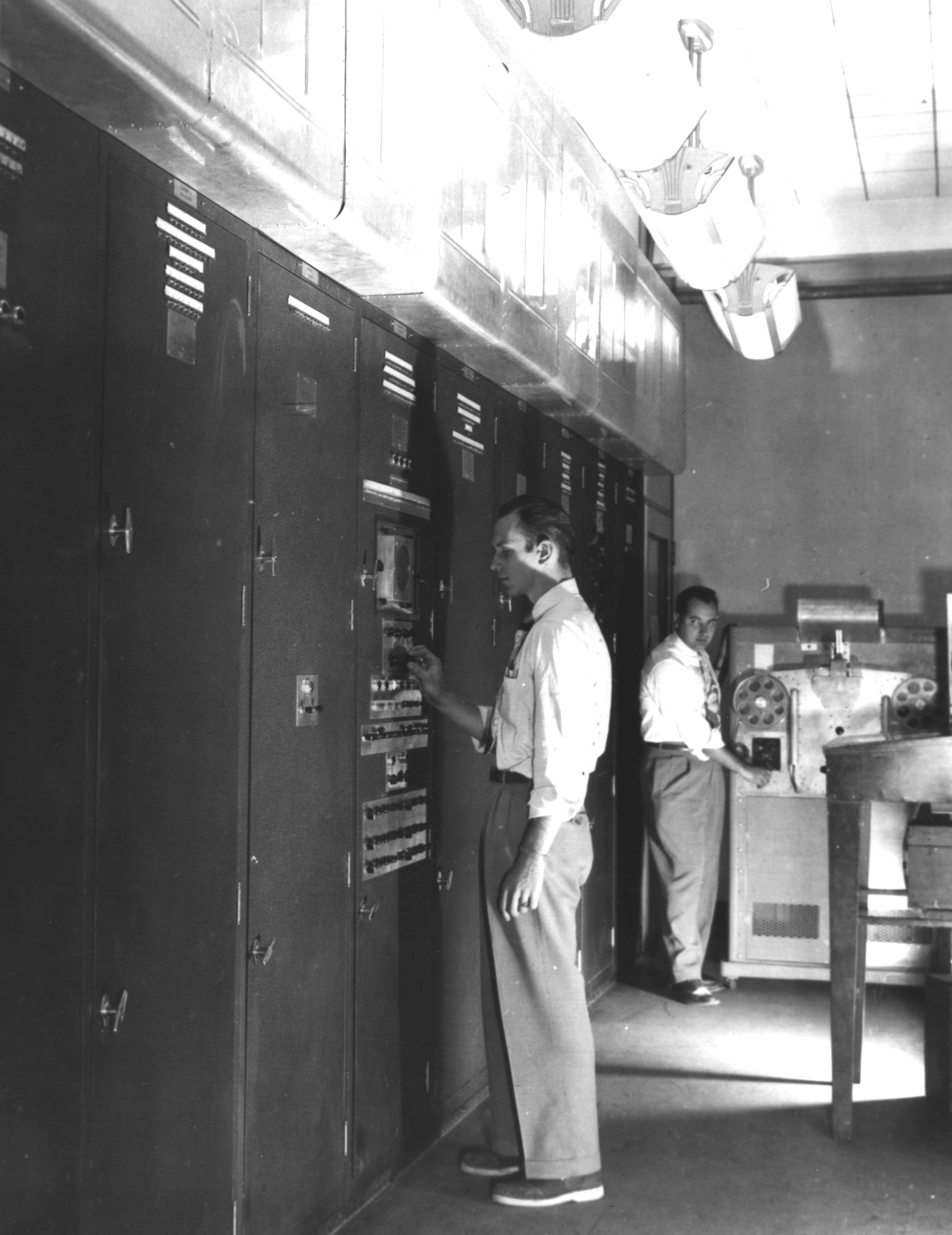
EDVAC instalovaný v budově číslo 328 v Balistické výzkumné laboratoři

EDVAC (Electronic Discrete Variable Automatic Computer, v překladu Automatický počítač s elektronickými diskrétními proměnnými) byl jeden z prvních elektronických počítačů. Na rozdíl od svého předchůdce ENIAC, který pracoval s desítkovou soustavou, EDVAC pracoval s dvojkovou soustavou a byl navržen jako počítač s ukládacím programem.
Vynálezci ENIAC, John Mauchly a J. Presper Eckert, navrhli konstrukci počítače EDVAC v srpnu roku 1944. Smlouva pro postavení nového počítače byla podepsána v dubnu roku 1946 s počátečním rozpočtem 100 000 dolarů (v přepočtu dnešních zhruba 30 milionů Kč). EDVAC byl doručen roku 1949 do Balistické výzkumné laboratoře v Marylandu. Balistická výzkumná laboratoř se stala součástí Americké výzkumné laboratoře v roce 1952.
Funkčně byl EDVAC binární sériový počítač s automatickým sčítáním, odčítáním, násobením, programovaným dělením a s automatickým kontrolováním, které mělo ultrazvukovou sériovou paměť s kapacitou až 1000 slov, z nichž každé mělo velikost 34 bitů. Průměrná rychlost sčítání byla 864 mikrosekund, násobení potom trvalo průměrně 2900 mikrosekund.

## Projekt a plán
Vynálezci ENIAC, John Mauchly a J. Presper Eckert navrhli konstrukci počítače EDVAC v srpnu roku 1944 a projektové práce začaly dříve, než byl první počítač ENIAC plně funkční. Projekt obsahoval důležitá architektonická a logická vylepšení, které byly koncipovány během konstrukce ENIAC, a které začlenily vysokorychlostní sériovou paměť. Stejně jako ENIAC, byl EDVAC postaven pro Balistickou výzkumnou laboratoř americké armády v Aberdeenské zkušebně Pensylvánskou univerzitou, konkrétně Moorovou školou elektrotechniky. K Eckertovi a Mauchlymu a k dalším návrhářům počítače ENIAC se v konzultační roli připojil John von Neumann; von Neumann shrnul a diskutoval logický designový vývoj počítače EDVAC v roce 1945.
Smlouva pro postavení nového počítače byla podepsána v dubnu roku 1946 s počátečním rozpočtem 100 000 dolarů. Smlouva označovala zařízení jako Electronic Discrete Variable Automatic Computer. Konečná cena počítače se však přiblížila ENIACu, tedy necelých 500 000 dolarů (v přepočtu dnešních asi 150 milionů Kč).